# 콘텐트 포맷
콘텐트 포맷(content format)은 특정한 유형의 데이터를 표시 가능한 정보로 변환하기 위한 인코딩된 포맷이다. 콘텐트 포맷은 관찰 또는 해석을 목적으로 녹음과 전송에 사용된다. 여기에는 아날로그 및 디지털 콘텐트를 모두 아우른다. 콘텐트 포맷은 자연적 또는 제조된 도구 및 매커니즘에 의해 기록 및 읽기를 할 수 있다.
역사를 통해 셀 수 없을 정도로 많은 콘텐트 포맷이 있어왔다. 다음은 저명한 예시이다:
| - 문서 파일 포맷 - 오디오 데이터 인코딩 - 오디오 코딩 포맷 - 아날로그 오디오 데이터 - 스테레오 포맷 - 디지털 오디오 데이터 - 신시사이저 시퀀스 - 시각 데이터 인코딩 - 감광 속도 포맷 - 화소 좌표 데이터 - 색 공간 데이터 - 벡터 그래픽 좌표/차원 - 텍스처 매핑 포맷 - 3차원 디스플레이 포맷 - 홀로그래픽 포맷 - 해상도 포맷 - 텍스트 포맷/ 글꼴 크기/ 라인 스페이싱 - 모션 그래픽스 인코딩 - 비디오 코딩 포맷 - 프레임 레이트 데이터 - 비디오 데이터 - 컴퓨터 애니메이션 포맷 - 명령 인코딩 - 기보법 - 컴퓨터 언어 - 트래픽 신호 | - 자연어 포맷 - 문자 - 음성 - 수화 - 통신 신호 포맷 - 부호 포맷 - 전문가 언어 포맷 - 그래픽 오거나이저 - 통계 모델 - DNA 시퀀스 - 인체해부학 - 생체 데이터 - 화학식 - 방향 화합물 - 전자기 스펙트럼 - 시간 표준 - 수치 예보 - 자본자산 가격결정 모형 - 천구좌표계 - 군사 지도 제작 - 지리 정보 시스템 - 주간고속도로 |

## 같이 보기
- 통신
- 재현 (예술)
- 변조
- 다중화 (통신)
- 무선 통신
- 데이터 압축
- 아날로그 텔레비전: NTSC, PAL, SÉCAM